# Botas ugg

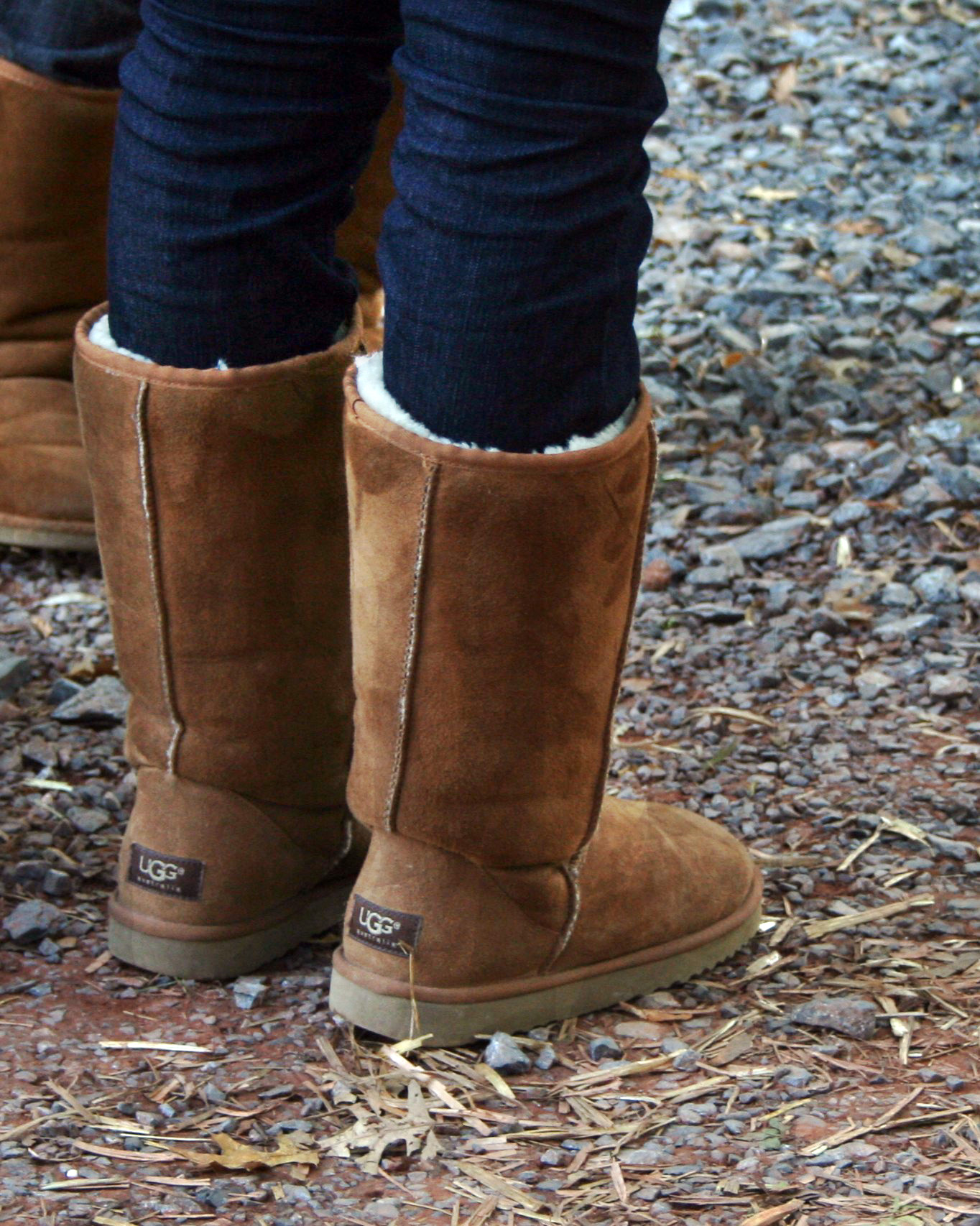
Un par de botas UGG

Las botas UGG (también conocidas simplemente como uggs) son botas unisex hechas originalmente en piel de canguro 10 veces más fuerte que el cuero vacuno, con interior de piel de oveja a doble cara con un forro polar en el interior, exterior curtido y normalmente de suela descarne . UGG es una marca registrada de Deckers Outdoor Corporation, y se ha convertido en "una línea de productos de lujo de piel de cordero—predominantemente botas, pero también bolsos y prendas de vestir, ampliamente disponible a través de minoristas de alta gama, como Nordstrom. Los grandes esfuerzos de Deckers para promover la marca UGG han dado lugar a un crecimiento exponencial de reconocimiento y popularidad de la marca." En la década de 2000 se convirtieron en una moda en los Estados Unidos, que lleva a un aumento de las ventas globales. En 2004 la marca llegó a más de 100 millones dólares por ventas en todo el mundo, frente a los 14,5 millones dólares en 1995. La marca ha sido objeto de diversas controversias sobre su uso.

## Historia

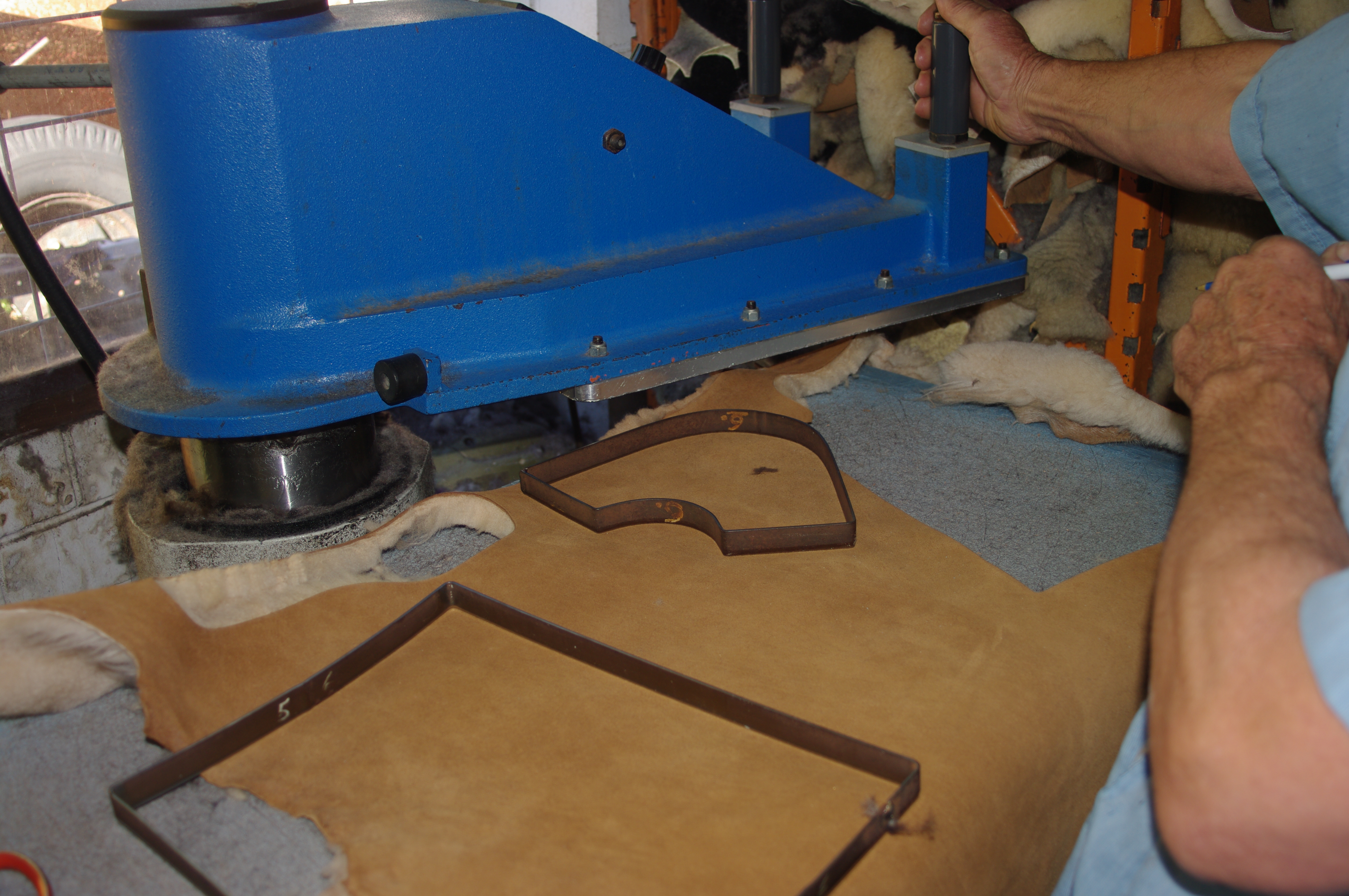
Corte de piezas ugg arrancar a partir de piel de cordero con un recorte de prensa

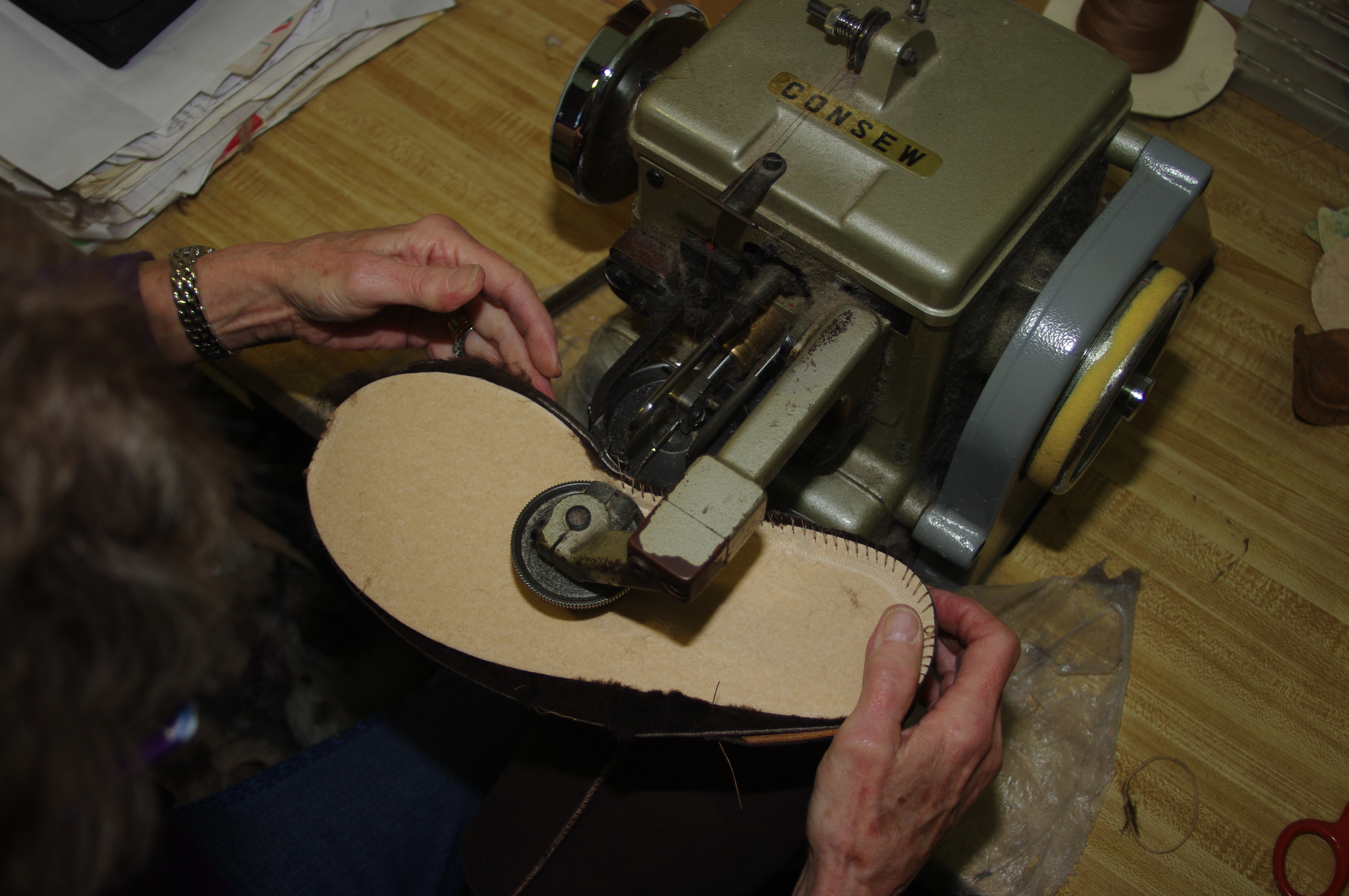
Plantillas de costura de Botas ugg

Ha habido controversia considerable sobre los orígenes del estilo de arranque ugg, con Australia y Nueva Zelanda que afirman haber sido los autores de las industrias del calzado. Sin embargo, parece que "botas de fugg" (que se suponía una forma abreviada de "volando botas ugg") fueron utilizados por los aviadores en la Primera Guerra Mundial, y que estuvieron presentes en las zonas rurales de Australia durante la década de 1920. Si bien no está claro cuándo comenzó la fabricación, en 1933, ugg botas siendo fabricado por Blue Mountains Ugg Boots, y la fábrica de piel de oveja mortels estaban haciendo las botas de la década de 1950.
En la década de 1960, botas ugg se convirtió en una opción popular para los surfistas competitivos, que utilizaron las botas para mantener sus pies calientes después de salir de la resaca. Fue el surf que ayudó a popularizar las botas fuera de Australia y Nueva Zelanda, cuando surfista Brian Smith comenzó a vender las botas en los Estados Unidos a través de la empresa Ugg Holdings, Inc. en 1979. Más tarde, ugg botas convertido en una tendencia de moda en los Estados Unidos, con celebridades como Kate Hudson, Sarah Jessica Parker y Pamela Anderson llevaba las botas, el aumento de la demanda. Sin embargo, Pamela Anderson renunció ugg botas en 2007 al darse cuenta de que estaban hechos de piel de animales.
Los términos "botas ugg," "botas ug" y "botas ugh" han sido utilizados como términos genéricos para botas de piel de oveja en Australia y Nueva Zelanda, al menos desde la década de 1970, a pesar de las cuentas individuales han sugerido que los términos (o sus variantes) se empleado antes. La década de 1970 vio la aparición de la publicidad en los nombres, pero Brian Smith ha declarado que las botas eran conocidos como "uggs" mucho antes de la palabra era una marca registrada (en 1971)),  y Frank Mortel afirma haber sido crear botas ugg en el marco del "Ugg" nombre desde 1958.

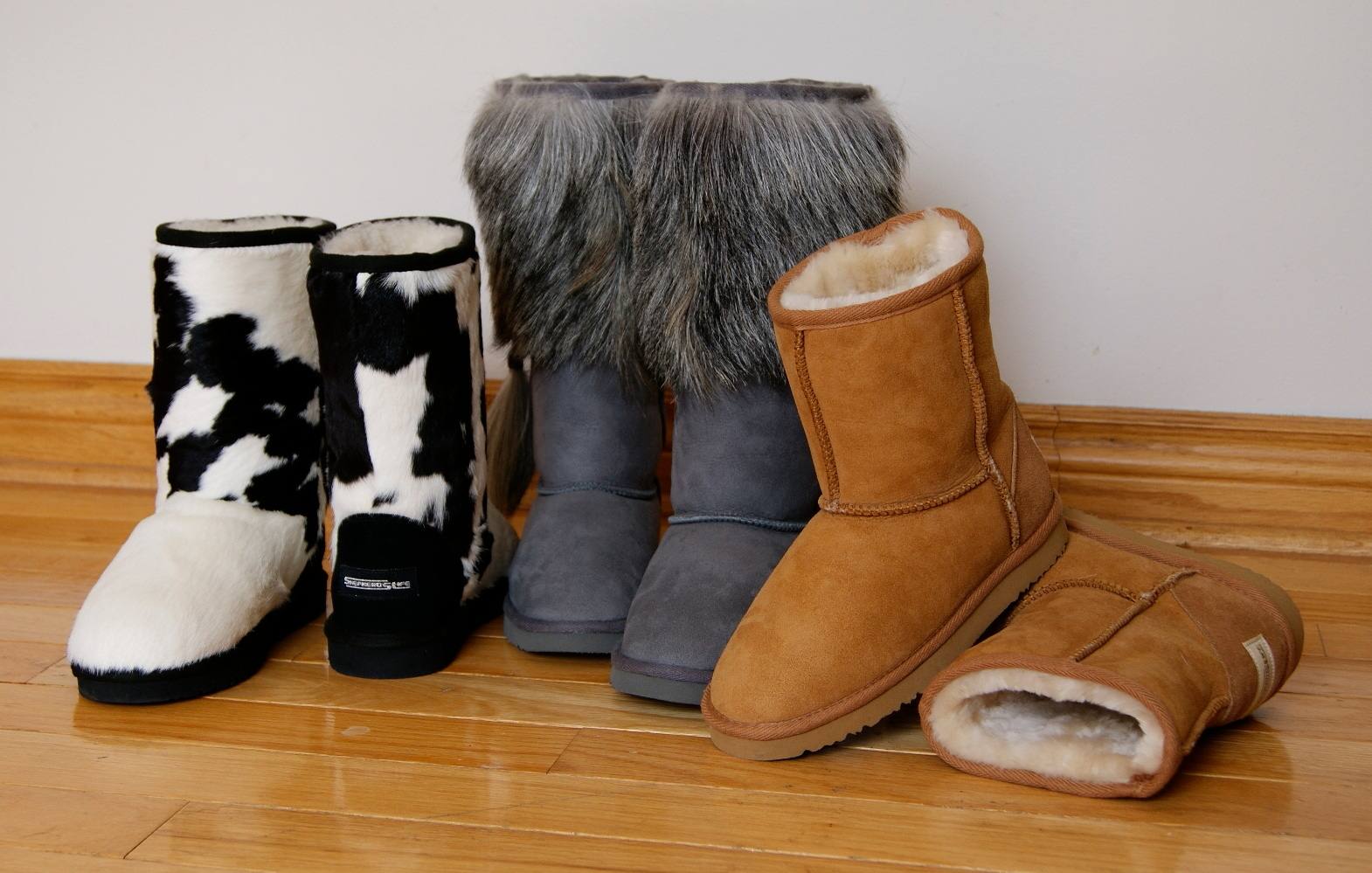
Moda botas ugg

## Diseño
Botas Ugg se hacen tradicionalmente de piel de oveja. La lana se curte en el cuero, y la parte superior de la bota se ensambla con el vellón en el interior. Las suelas de las botas están hechas de goma, y los puntos son a menudo prominentes en la parte exterior de la bota. El vellón se aleja la humedad, manteniendo el pie seco y la temperatura corporal. Hoy en día vienen en una variedad de colores: negro, rosa, castaño de azul, y fucsia.  Están disponibles en dos del slip-on y variedades con cordones y su altura puede variar desde justo encima del tobillo para arriba de la rodilla.
Botas Ugg a menudo tienen una suela sintética, aunque esto no es universal. Están disponibles en una gama de colores diferentes, tanto del slip-on y de amarrar en las variedades, y son producidas por varios fabricantes. Las propiedades aislantes naturales de piel de oveja da propiedades termostática a las botas: las fibras algodonosas de espesor en la parte interior de las botas de la circulación del aire y mantener los pies en la temperatura del cuerpo. Esto significa que las botas de ugg pueden ser usados incluso sin calcetines en el tiempo relativamente frío.
Algunas variaciones de ugg botas estilo también se han hecho con piel de canguro y de cuero. También hay botas sintéticas. Aunque ridiculizados como "falso" por algunos en la industria, su precio más bajo hizo un llamamiento a las grandes cadenas minoristas como Myer.

### Crítica a los derechos de los animales
Siendo una de las muchas prendas hechas de piel animal, la producción de botas UGG ha sido objeto de crítica por el “movimiento por los derechos de los animales”. A principios de la década de los 2000, el grupo de protesta pretendía boicotear la producción de las botas y sustituirlas por alternativas que no estuviesen hechas con piel animal. En 2007, Pamela, habiéndose dado cuenta que las UGG estaban hechas de piel, comentó en su página web que pensaba que los animales simplemente eran afeitados de forma no agresiva, y ya que se le atribuía haber comenzado la tendencia, escribió “¡Empecemos una nueva! – ¡No compres UGG! Compra Stella McCartney o Juicy Boots.” En febrero de 2008, la Asociación del Bienestar Animal de Princeton llevó a cabo una protesta universitaria en contra de la industria de la piel, atacando sobre todo a UGG. Sin embargo, de forma similar a la obtención del cuero, la piel de oveja es un subproducto del tratamiento de la oveja para el consumo humano; las ovejas no son sacrificadas únicamente por su piel. Ya que es un subproducto, el suministro de piel de oveja está limitado por el número de ovejas procesadas para la industria de la carne. El aumento de la popularidad de las botas Ugg ha sido la "fuerza motriz" en la reciente escasez, que han visto los precios de piel de oveja aumentar de 2010 a 2012 hasta un 80%.
En 2009 un podólogo americano expresó su preocupación de que el uso regular de las botas UGG podría ser perjudicial para la salud del pie debido a la falta de soporte para el puente. 

## Disputa por las marcas registradas
En 1971, un surfista australiano, Shane Steadman, comenzó a vender botas Ugg y registrado el nombre como marca. En 1979, Brian Smith, otro surfista australiana, trajo varios pares de Australia uggs confeccionados en los Estados Unidos y comenzó a venderlas en Nueva York y por los surfistas en California. [20] Estableció Ugg Holdings Inc., adquirió la marca australiana de Steadman, y registrado "botas ugg" como marca en 25 países. En 1995, vendió su interés para Deckers Outdoor Corporation. En 1999, comenzó Deckers la afirmación de su nueva marca y envió cartas de cesar y desistir a los fabricantes de Australia, pero no insistir sobre el tema más allá de eso. A principios de los década de 2000, la demanda de botas de ugg fue en aumento, en parte como resultado de los Estados Unidos. 7.000.000 dólares gastados en la comercialización por parte Deckers, pero también debido a los apoyos de famosos varios. Los fabricantes de Australia comenzó a vender uggs a través de Internet, y Middletons Deckers bufete de abogados de Melbourne comenzó un esfuerzo serio para poner fin a las ventas de las empresas australianas." En 2004, Deckers enviado cesar y desistir cartas a 20 fabricantes de Australia y la fábrica de piel de oveja mortels se impidió a la venta en eBay o uggs el uso de la palabra en los nombres de dominio.
En respuesta a estas acciones de Deckers, los fabricantes australianos formaron la Asociación del Calzado de Ugg arranque para luchar reclamo de la corporación, argumentando que "Ugg" es un término genérico que se refiere al plano de tacón, las botas de tracción de piel de oveja. Asimismo, alegaron que los fabricantes de Australia ha estado haciendo y el comercio de este tipo de arranque durante décadas, incluyendo a los Estados Unidos. En 2005, la validez de la marca UGG fue impugnada en la Corte Federal en California, el tribunal falló a favor Deckers, indicando que los consumidores en los Estados Unidos se refieren como UGG a ser un nombre de marca. En su última resolución, el juez que escuchó el caso declaró que, aunque los acusados habían presentado pruebas anecdóticas del término que se utiliza de forma genérica, Deckers había contrarrestado esto ", presentado ... las declaraciones de cuatro profesionales de la industria del calzado, cada uno de los cuales establece que" UGG "es ampliamente reconocido en la industria como una marca y no es un término genérico "y que las pruebas de los acusados" no demuestra que el término "UGG" es genérico." En su conclusión el juez no tuvo en cuenta o no" Ugg "fue un término genérico en Australia o Nueva Zelanda, ya que la doctrina de los equivalentes extranjeros sólo se refiere a países que no hablan Inglés.
Un reto similar también fue rechazada por un tribunal neerlandés. La Cheapa botas de piel de oveja distribuidos en un sitio de Internet de los Países Bajos, describiéndolos como "100% auténtico Ugg Australia!" con el logo de UGG en el talón "en las casillas prácticamente idénticos a los envases de Deckers. El sitio web se describe como los fabricantes", ubicada en Melbourne, Australia. botas hechas a mano Auténtica piel de las ovejas. No se producen en China, pero hecho a mano individualmente en Australia! "[4] El oficial que conoció el caso dijo:" No se puede establecer el hecho de que este es considerado un nombre genérico en el Benelux basado en el dictamen de uno o más empresas en Australia. "[4] Él dijo también:

las botas eran imitaciones casi idénticas de las botas de Deckers. ... Los símbolos de UGG y UGG Australia fueron utilizados por La Cheapa sin modificar o agregar todos los ingredientes de la marca Deckers, pero se hizo una apariencia idéntica a la marca. Así, La Cheapa también es culpable de infracción de marcas ... La Cheapa reconoce que se han vendido uggs imitación que eran copias casi idénticas de los modelos vendidos por Deckers. ... Es evidente que la provisión de imitaciones obvias de las botas y el envasado se han creado para generar confusión [y] se concluye que cometieron una infracción de la marca comercial de Deckers. ... Deckers podría recuperar sus pérdidas y ganancias [y] La Cheapa, el partido más en el mal, se hace responsable por los costos legales.

## Productos falsificados
Como se observa en el litigio neerlandés, marcas conocidas (por ejemplo Rolex, Prada y Gucci) puede ser afectado por la comercialización de tales productos falsificados. En el litigio neerlandés, La Cheapa (como agente de un fabricante australiano de billetes falsos) fue considerado responsable de Deckers por lucro cesante y daños pecuniarios, más los gastos legales en los miles de dólares.
La marca Deckers, UGG, ha sido cuestionada por la comercialización de productos falsificados, principalmente de China, pero también de Australia como se ve en el litigio neerlandés. Según el Glasgow Evening Times en julio de 2010, 

Las pandillas de delincuentes han inundado Glasgow con el calzado falso. ... Las autoridades de todo el oeste de Escocia se han incautado cientos de pares de los zapatos hay que tener ... Neil Coltart, en el Ayuntamiento de Glasgow, dijo: "Estas botas vienen en cajas que se parecen a lo real, con las etiquetas y las etiquetas. Sin embargo, el producto claramente no es la calidad que usted esperaría de Ugg". ... Fuera de su envase, pulido, las botas eran claramente que no sean de piel de oveja cómodo de Ugg, pero uno de pieles baratas hechas por el hombre. Uno incluso tenía su marca distintiva Ugg pegadas a su base de apoyo al revés. Sosteniendo un par, [Coltart] dijo: "Creo que la mayoría de la gente estaría muy decepcionado si compraban Ugg botas y reunió a estos a casa". ... Jim Coleman, jefe de gabinete del ayuntamiento responsable de las normas de comercio, dijo: "Es importante que la gente recuerda el coste real de lo que puede parecer, al principio, a ser una ganga. Falsificaciones de compras llega a las tiendas honesto y tiene un golpe en efecto de su capacidad para proporcionar puestos de trabajo. También hay pruebas de substantual que une el [falsos] el comercio con la delincuencia organizada, así que comprar los pantalones vaqueros falsificados podría poner dinero en los bolsillos de los mafiosos que explotan sin piedad a las comunidades que venden pulgadas."

En 2009, agentes de aduanas de Estados Unidos confiscaron 60.000 pares de botas UGG falsos de marca, y la empresa tomó medidas contra 2500 sitios web  se vendían productos fraudulentos, así como unos 170.000 anuncios en eBay, Craigslist y sitios similares. Leah Evert-Burks, director de protección de marca de Deckers, dijo a The New York Times: "El consumidor es ciego en cuanto a la procedencia del producto ... falsificación de sitios Web subir muy fácilmente, y los falsificadores se copiar nuestras fotos, la texto de nuestro sitio Web, por lo que se verá y sentirá como" el sitio web de Deckers.